# Một gia đình Thượng Hải
Một gia đình Thượng Hải (tiếng Trung: 上海一家人 / Thượng-hải nhất gia-nhân) là một phim tâm lý xã hội do Lý Lợi và Trương Tiên Hành đồng đạo diễn, xuất phẩm ngày 16 tháng 07 năm 1991 tại Thượng Hải.

## Lịch sử
Truyện phim xoay quanh số phận các thành viên trong một gia đình thuộc giai cấp thấp ở khu ổ chuột Thượng Hải từ thập niên 1920 đến năm 1949.

## Nội dung
Khoảng thập niên 1920 có nông phu nghèo Thẩm Xuyên Nhi dắt đứa con gái nhỏ dại Nhược Nam ra Thượng Hải ở nhờ người quen cũ là bà Xảo Trân làm dâu họ Lý đặng kiếm kế sinh nhai và nhất là đáp ứng nguyện vọng được cho con đi học để đổi đời. Nhưng chẳng bao lâu, lão Thẩm chết vì bọn côn đồ đánh và cũng do lao lực.
Nhược Nam tự bấy mồ côi, nhưng may mắn được những người nhà họ Lý dốc lòng cưu mang dù gia cảnh họ cũng rất chật vật. Đồng thời, cô kết nghĩa anh em với Triệu Chính (Anh Tóc Xoăn) và Triệu Nghĩa (Anh Da Đen), đều là trẻ lang thang cơ nhỡ.
Trong cái khốn khó bữa đói bữa no, Nhược Nam nỗ lực phấn đấu để vươn lên. Cô mày mò tự học Anh ngữ bằng cái que ghi trên nền đất, rồi từ đấy tiến dần vào xã hội thượng lưu Thượng Hải bằng nghề may đo thời trang.
Bên cạnh Nhược Nam còn có những Lý A Tường, Hà Chí Vĩ là chồng trước chồng sau, thảy đều hết mực thương yêu cô.

## Kĩ thuật
Phim thực hiện tại Thượng Hải trong 10 tháng giữa năm 1990.

### Sản xuất
- Đạo diễn: Lý Lợi, Trương Tiên Hành
- Biên kịch: Hoàng Doãn

### Diễn xuất
- Lý Linh... Thẩm Nhược Nam
- Hà Vĩ... Triệu Chính
- Long Tuấn Kiệt... Triệu Nghĩa
- Khang Quần Trí... Vợ Triệu Chính
- Tôn Khải Tân... Hà Trí Vĩ
- Tào Thúy Phân... Xảo Trân
- Trương Hồng Hâm... Lý Căn Bảo
- Tạ Viên... Lý A Tường
- Trần Kì... Lý lão thái
- Nhậm Quảng Trí... Đồng tiên sinh
- Nghê Dĩ Lâm... Đồng sư mẫu
- Ngô Miện... Kim Quế Hoa
- Diệp Manh... Vương a tẩu
- Du Mẫn Trinh... Bà ba béo
- Thôi Dũng... Thẩm Xuyên Nhi

## Hậu trường
Phim được trao giải thưởng truyền hình Kim Ưng X (1992) cho hạng mục Phim xuất sắc nhất. Đến năm 1996, biên kịch gia Hoàng Doãn quyết định thực hiện phần mới Nhược Nam và các con (若男和她的兒女們), kể tiếp số phận Thân Nhược Nam cùng các thành viên gia đình sau biến cố Văn Cách, tuy nhiên phần này không được đánh giá cao về mặt nghệ thuật.
Tại Việt Nam, Một gia đình Thượng Hải lên sóng VTV1 năm 2000 ở khung giờ vàng 21:00. Ca khúc nhạc nền trong phim được ca sĩ Lam Trường đặt lời mới dưới nhan đề Dáng em một bóng vai gầy và đưa vào nhạc tập Một thoáng hương xa của anh.
Sau Khát vọng, đây được khán giả Việt Nam đánh giá là một trong những phim truyền hình Trung Quốc tiêu biểu về đề tài gia đình. Vai Nhược Nam cũng là đỉnh cao trong sự nghiệp điện ảnh của nữ ca sĩ Lý Linh, sau này, tuy đã thử sức thêm ở mảng phim truyền hình nhưng bà không giành được thành tích đáng kể nào nữa.